# Mogege
Mogege is een plaats (freguesia) in de Portugese gemeente Vila Nova de Famalicão en telt 1938 inwoners (2001).